# Irena Rimska
Sveta Irena Rimska je svetnica v Rimskokatoliški cerkvi. * ?, † 379, Rim.

## Življenje
Bila je sestra papeža Damaza.
Zanjo in njeno mater Lavrencijo pravijo, da sta pogosto cele noči prebedeli v rimskih katakombah, kjer sta molili na grobovih mučencev. V starosti 20 let je Irena posvetila svojo devištvo Kristusu. Ko je bil leta 366 njen brat izvoljen za pontifikat, ga ena od rimskih frakcij ni priznala. To je vodilo v razdeljenost, saj so izvolili svojega kandidata in nasilno zazveli papeški tron za protipapeža Ursina. Irena je molila za konec razkola. Leto kasneje je Valentinijan I. Ursina izgnal iz Rima. Damaz je za svojo sestro napisal knjigo o posvečeni deviškosti.
Ko je Irena umrla, jo je Damaz pokopal v majhni cerkvi poleg njune matere in kjer je bil nato tudi sam pokopan. Sestavil ji je epitaf, kjer ji je priznaval njeno svetost in čistost.